# Kasteel van Pas d'Authie
Het Kasteel van Pas d'Authie (Frans: Château du Pas-d'Authie) is een kasteel in de tot het Franse departement Pas-de-Calais behorende plaats Conchil-le-Temple, gelegen aan Le Pas d'Authie.

## Geschiedenis
Hier lag een 17e eeuwse herenboerderij die in 1851 instortte. De kunstenaar Félix Moullart de Torcy liet hier een kasteel bouwen. Het park kwam op de vroegere neerhof, waarbij een vijver en een duiventoren bewaard bleven. Naar ontwerp van Félix Pauwels werd een rechthoekig gebouw opgericht in gele baksteen met een basis van kalksteen.
Aan de achterzijde vindt men twee vleugels en één daarvan is verbonden met de orangerie.

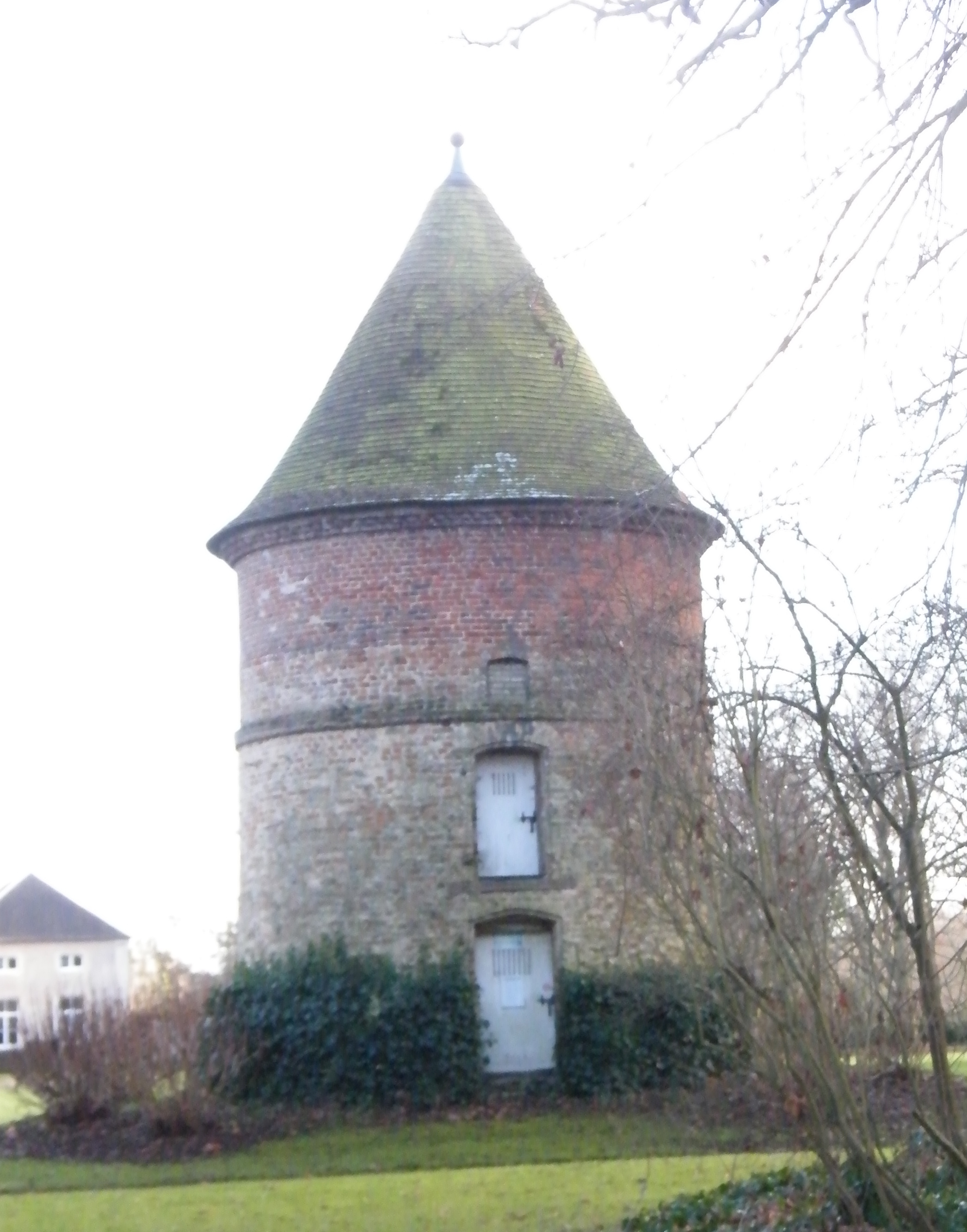
duiventoren
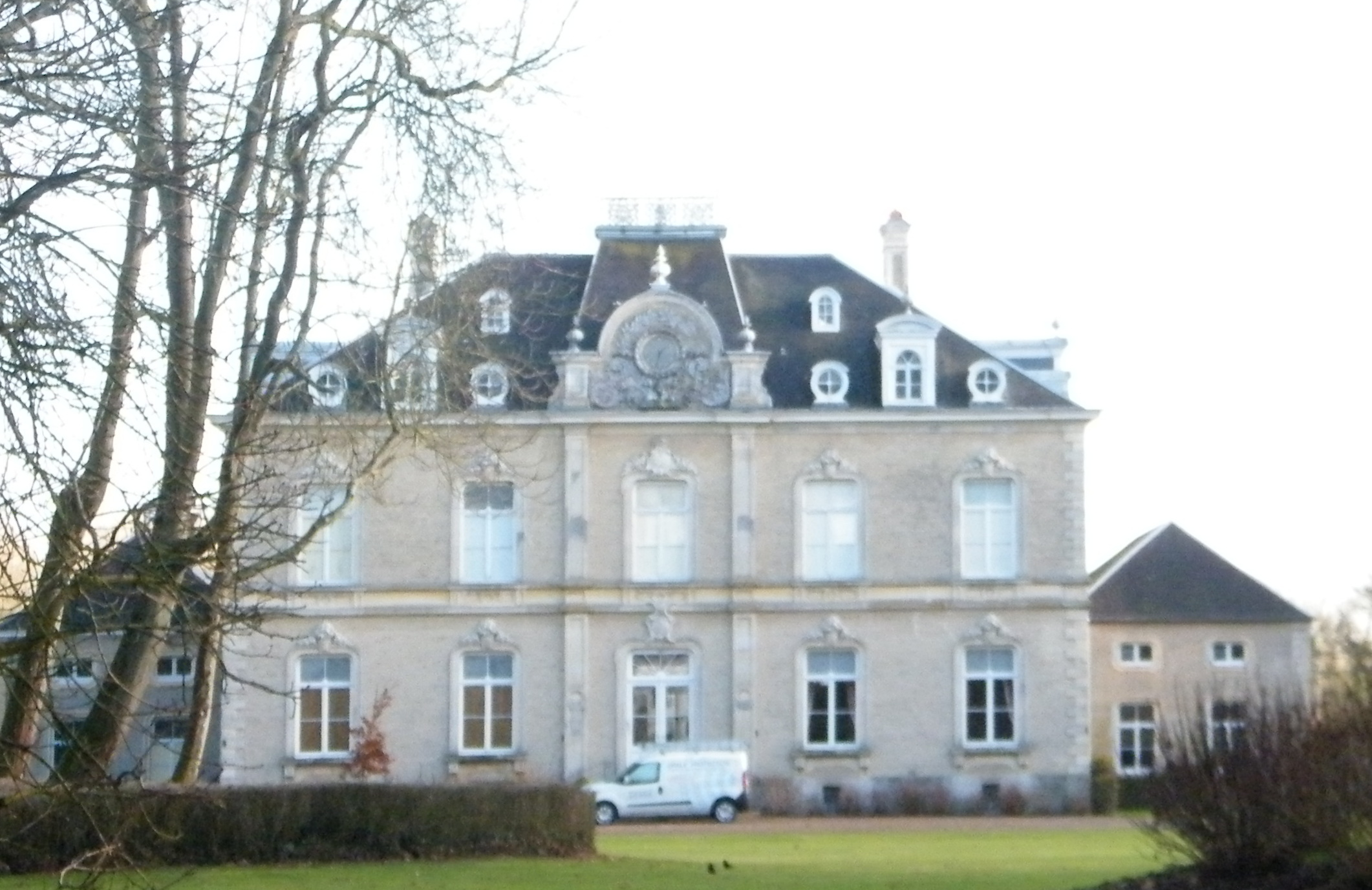
Voorgevel
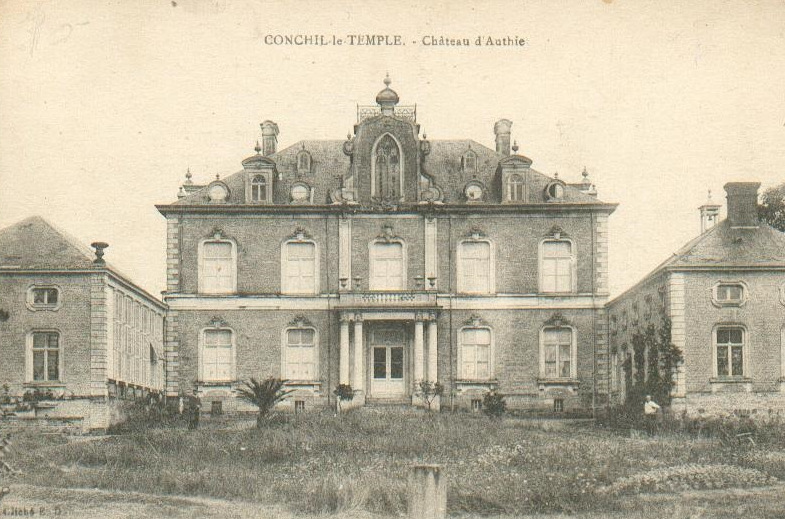
Achtergevel
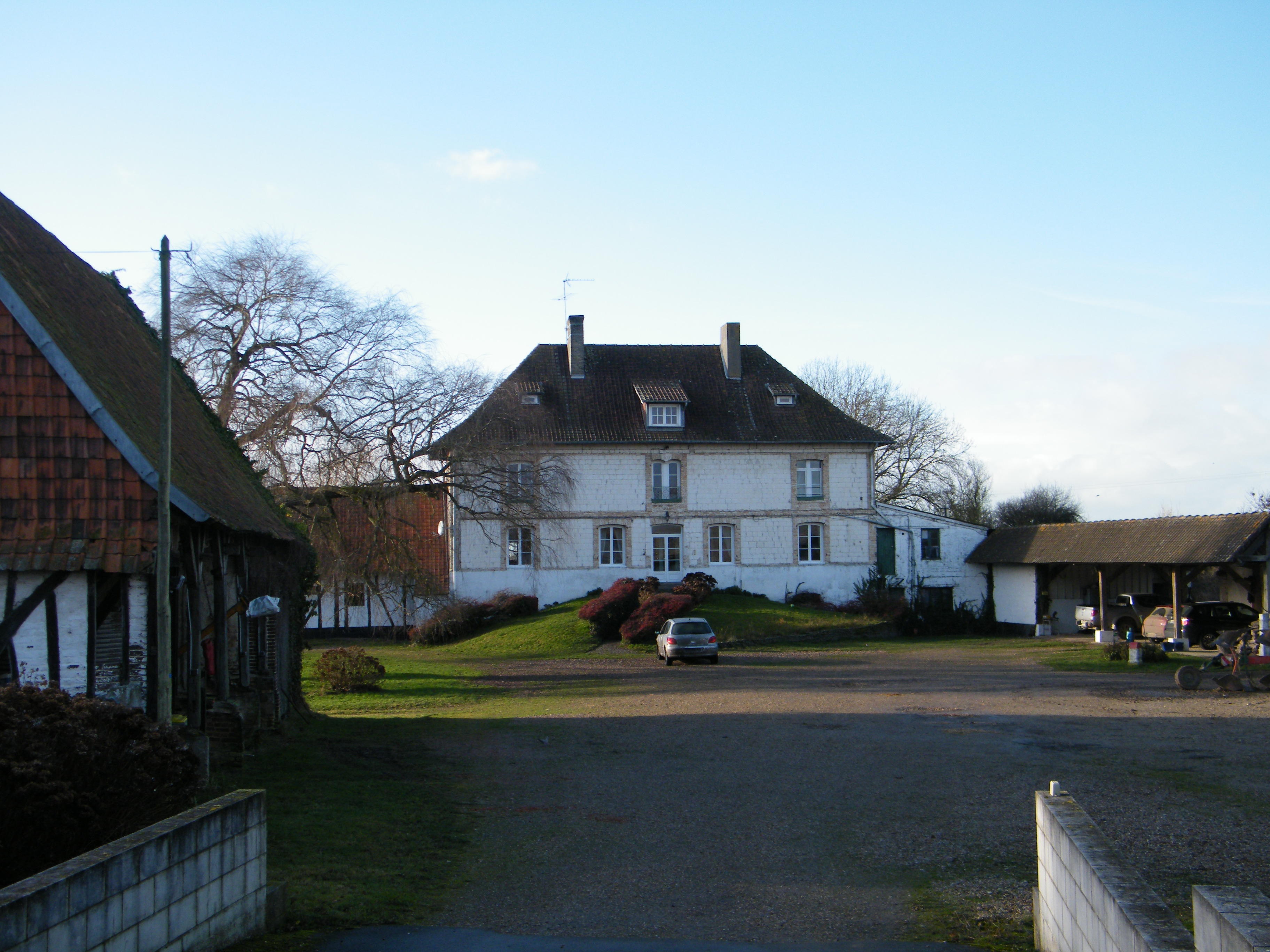
Kasteelboerderij